# Alstonia annamensis
Alstonia annamensis är en oleanderväxtart som först beskrevs av Joseph Vincent Monachino, och fick sitt nu gällande namn av K. Sidiyasa. Alstonia annamensis ingår i släktet Alstonia och familjen oleanderväxter. Inga underarter finns listade i Catalogue of Life.